# 蔡瑞熊
蔡瑞熊（1935年12月26日—2015年1月15日），台灣台南人，高雄醫學院第五任院長暨高雄醫學大學第一任校長。高雄醫學院醫科第一屆第一名畢業，曾任該校附設醫院內科主任、副院長，期間推動次專科分科並成立核子醫學科、精神科、神經科等分科，奠定附設醫院進步的基礎。於2000年6月校長任內中風，2015年逝世。

## 生平
- 中學時就讀台南一中，思路敏捷擅長數理，亦愛好文史哲學與音樂美術。
- 台南一中畢業時成績優異，於1954年考取成功大學化工系，同年10月16日，高雄醫學院成立，選擇就讀高醫，成為高醫創校醫科第一屆學生。
- 1960年以高醫醫科第一屆第一名畢業，獲頒杜聰明學術獎章。
- 退伍後，在高醫附設醫院擔任住院醫師，後經杜聰明院長推荐，通過日本武田獎學金之留日考試，赴日本東京大學醫學部研究所博士班進修。1969年獲得日本東京大學醫學博士學位，學成後返回高醫服務。
- 1973年升任教授並受命附院內科主任並在欠缺資金的狀況下，與病人家屬簽約募得血液透析機。1974年6月1日，成立血液透析小組並開始醫療服務，為台灣南部最早的血液透析治療。
- 陸續推動成立精神科(1971年)、神經內科(1981年由精神科獨立)、核子醫學科(1980年)。
- 1985年至1990年擔任附院副院長，任內提昇內科為部並成立八個次專科。
- 1990年有感於分子生物學已成為醫學研究主流，赴美國哈佛大學擔任研究學者，建立高醫分子生物學研究基礎。
- 1991年擔任醫學院院長，1999年改制為大學，任第一任校長。
- 1992年12月至1998年11月擔任台灣腎臟醫學會理事長。
- 2000年於校長任內中風。
- 2004年獲頒高雄醫學大學傑出校友。
- 2015年1月15日病逝於高醫，享壽79歲。

## 外部連結
- 高醫歷任校長 （页面存档备份，存于）
- 高醫傑出校友介紹 （页面存档备份，存于）

| 教育職務      | 教育職務                                           | 教育職務      |
| ------------- | -------------------------------------------------- | ------------- |
| 高雄醫學大學  |                                                    |               |
| 前任： 謝獻臣 | 高雄醫學院院長 第五任 1991年7月1日—1999年6月30日   | 升格為大學    |
| 任期連續      | 高雄醫學大學校長 第一任 1999年7月1日—2000年6月30日 | 繼任： 王國照 |